# Municipio de Westbrook (Minnesota)
El municipio de Westbrook (en inglés: Westbrook Township) es un municipio ubicado en el condado de Cottonwood en el estado estadounidense de Minnesota. En el año 2010 tenía una población de 216 habitantes y una densidad poblacional de 2,35 personas por km².

## Geografía
El municipio de Westbrook se encuentra ubicado en las coordenadas 44°4′21″N 95°23′29″O / 44.07250, -95.39139. Según la Oficina del Censo de los Estados Unidos, el municipio tiene una superficie total de 91.76 km², de la cual 90,21 km² corresponden a tierra firme y (1,69 %) 1,55 km² es agua.

## Demografía
Según el censo de 2010, había 216 personas residiendo en el municipio de Westbrook. La densidad de población era de 2,35 hab./km². De los 216 habitantes, el municipio de Westbrook estaba compuesto por el 99,07 % blancos y el 0,93 % eran de una mezcla de razas. Del total de la población el 0,46 % eran hispanos o latinos de cualquier raza.